# Afroamerikanere
Afroamerikanere eller afrikansk-amerikanere (engelsk: African Americans) er en etnisk gruppe af amerikanere, hvis forfædre ankom til USA fra Afrika enten som slaver i perioden mellem det 17. og 19. århundrede, eller senere som indvandrere. Udtrykkene bruges af nogle til udelukkende at inkludere de personer der nedstammer fra slaver fra Afrika. I USA bruges udtrykket "African-American" snarere end "Afro-American", som af nogle opfattes som nedsættende.
Der var 42 mio. amerikanere af afrikansk oprindelse i USA ved den amerikanske folketælling i 2010 (inklusive 3,1 mio. af blandet etnicitet), hvilket svarede til 13,6 % af befolkningen. Amerikanere af afrikansk oprindelse udgør den tredjestørste etniske gruppe i USA (efter hvide amerikanere og Hispanic- og latinoamerikanere) ifølge denne folketælling.

## Skiftende betegnelser i tidens løb
Sprogbrugen er skiftet i tidens løb med hensyn til betegnelsen for afrikansk-amerikanerne, og der har været mange kontroverser i tidens løb om den mest korrekte og neutrale betegnelse for befolkningsgruppen.
Fra USA's uafhængighed indtil ophævelsen af slaveriet i 1865 var en afrikansk-amerikansk slave almindeligvis betegnet som neger ("negro"). Betegnelsen "farvet" ("colored") blev efterhånden også udbredt, indtil den i 1900-tallets anden fjerdedel blev betragtet som forældet og igen veg for brugen af "neger". Fra 1940'erne blev ordet i USA skrevet med stort forbogstav som "Negro", men fra midten af 1960'erne blev det i stigende grad anset for at være en nedsættende betegnelse, så det ved slutningen af 1900-tallet sjældent blev brugt. Dog har mange ældre afrikansk-amerikanere, især i sydstaterne, som er vokset op med dette ord, holdt fast ved brugen. I almindelig sprogbrug blev neger først erstattet af betegnelsen "sort" ("black"). I 1988 stod borgerretsforkæmperen Jesse Jackson i spidsen for bestræbelserne på at erstatte begrebet "sort" ("Black") med "African-American". Allerede året efter stod det klart, at betegnelsen "African-American" var ved at vinde stigende indpas blandt USA's sorte. Varianten "Afro-American" (engelsk: Afro-American), som er kendt i USA fra i hvert fald 1831,  og som har haft udbredelse i nogle sammenhænge i korte perioder siden slutningen af 1800-tallet og især i 1960'erne, blev ikke opfattet som passende i denne sammenhæng. Som Olive Taylor, professor i afroamerikansk historie ved Howard University, Washington D.C., udtrykte det: "Vi kom fra Afrika. Vi kom ikke fra 'Afro'".
På dansk kendes udtrykket afroamerikansk siden 1953, mens afroamerikaner ifølge Den Danske Ordbog er anvendt i hvert fald siden 1969. Forstavelsen afro- bruges på dansk generelt om fænomener, der har tilknytning til Afrika, således anvendes også eksempelvis afroasiatisk og afrocubansk. Den parallelle betegnelse afrodansker om danskere af afrikansk oprindelse har ifølge Dansk Sprognævn været anvendt siden 1996.

## Historie
Afroamerikansk historie startede i 1500-tallet, hvor folk fra Vestafrika blev taget som slaver og fragtet til spansk Amerika, og i 1600-tallet hvor vestafrikanske slaver blev fragtet til engelske kolonier i Nordamerika. Efter etableringen af USA fortsatte slaveriet, hvor fire mio. blev nægtet frihed forud for den amerikanske borgerkrig. Betragtet som underlegne i forhold til hvide mennesker blev de behandlet som andenrangsborgere. Naturalization Act of 1790 begrænsede amerikansk statsborgerskab til udelukkende at gælde for hvide, og kun hvide mænd med fast ejendom kunne stemme. Blandt andet borgerrettighedsbevægelsen i 1950'erne og 1960'erne har siden bedret befolkningsgruppens vilkår.

## Demografi
| under 2 % 2-5 % 5-10 % 10-15 % 15-20 % | 20-25 % 25-30 % 30-35 % 35–40 % |

Tallene fra folketællingen i år 2000 gav et billede af bosætningsmønsteret i dette år, hvor 54,8 % af afrikansk-amerikanerne boede i Sydstaterne, 17,6 % i Nordøststaterne, 18,7 % i Midtvesten og kun 8,9 % i Veststaterne.
Næsten 88 % af denne etniske gruppe boede i storbyer mens stedet, hvor gruppen udgjorde den største del af befolkningen i år 2000, var Gary, Indiana, med en andel på 85 %. Detroit fulgte efter med 83 % af befolkningen.
De fleste afroamerikanere er af vest- og centralafrikansk afstamning og er efterkommere af slaver i USA.
I gennemsnit er afromerikanere 73,2 – 80,9 % vestafrikansk oprindelse, 18 – 24 % europæisk oprindelse og 0,8 – 0,9 % oprindelig amerikansk genetisk oprindelse, men med store individuelle variationer. Ifølge US Census Bureau data identificerer 95 % af alle indvandrere fra Afrika sig med deres egen etniciteter som f.eks. etiopiere og dermed sjældent med den fælles "afrikansk-amerikanske" kategori. Indvandrere fra nogle caribiske, centralamerikanske og sydamerikanske nationer og deres afstamning selvidentificerer sig nogle gange og nogle gange ikke som afroamerikanere.